# ザ・シェフ
『ザ・シェフ』は、剣名舞原作・加藤唯史作画による日本の漫画、またそれを原作としたテレビドラマ、舞台作品。
本項では続編の『ザ・シェフ－新章』『ザ・シェフ・ファイナル』『ザ・シェフALIVE』、リブート作品の『ザ・シェフ リブート』についても記す。天才料理人を描いた1話完結のストーリー漫画。

## 沿革
本作は、1985年から『週刊漫画ゴラク』（日本文芸社）で連載された。単行本は全41巻が刊行されている。愛蔵版は全10巻が刊行された。
2004年からは『別冊漫画ゴラク』にて、続編の『ザ・シェフ－新章』が連載された。単行本は全20巻が刊行されている。なお、新章以後は剣名は原案とのみ表示され、加藤が原作も含めて制作している。
2012年9月より『別冊漫画ゴラク』にて、シリーズ最終章を謳った『ザ・シェフ・ファイナル』の連載が開始され、2013年10月号をもって完結した。単行本は全1巻が刊行されている。
2014年、「ゴラク50周年プレミアム特別企画」として『週刊漫画ゴラク』6月6日号より『ザ・シェフALIVE』が3週連続で集中連載された。その後も『ALIVE』は2015年ごろまでは断続的に掲載されていた。
加藤は2017年10月15日に死去したが、それが公表されたのは2019年5月であった。
2020年12月には、電子書籍の『ザ・シェフ 大合本』が、Amazon Kindleコミックストア「シェフのレシピ」カテゴリ（無料TOP100）にて、1位から13位までを独占した。
2021年12月31日、本作を原著とした『ザ・シェフ リブート』が『ピッコマ』（カカオジャパン）にて独占配信で連載開始。伊藤ひずみが漫画を担当し、本作の舞台を現代に変更したリブート作品となっている。

## 内容
法外な報酬を受け取る、臨時雇い専門のニヒルな天才シェフ・味沢 匠（あじさわ たくみ）を主人公とする料理漫画である。連載初期の味沢は髪型、服装、法外な報酬を要求する点などが、手塚治虫の『ブラック・ジャック』のオマージュとなっており、原作者の剣名自身が本作について「ブラックジャックを料理漫画でやってみた」と表現している。本質はヒューマンドラマであり、料理を通した人間模様を追求した内容となっている。
通常の料理コミックと違い、それほど料理それ自体のレシピを専門的に紹介することはなく、料理自体は単に食べた人間が「うまい」と喜ぶ程度でまとめている。むしろ、その料理を作る土地やそこにいる人間にストーリー性を持たせている。
味沢が、登場人物によって繰り広げられる数多くのトラブルに巻き込まれたり、時には人生相談を受けたりして解決に当たることもある。例えば、
- 極道とのトラブルを丼料理（深川丼）で解決（愛着）
- 重度の認知症にある老人（風間竹山師匠）の記憶をオムレツによって呼び覚ます（味返し）
- 肉の燻製で一家心中を救う（生きる）
- 少女の味覚障害を治す（失われた味覚）
- 少女の過食症を治す（過食症候群）
- サバイバル料理によって、無人島での危機を乗り切る（愛のサバイバル）。

などである。
こうしたことから味沢は料理人のみならず、人物に対する情報収集能力者やカウンセラーとしての側面も持ち、中には味沢が作った料理がメインとはならない話や、味沢が料理をする描写が全くない話もある。
連載初期には法的におかしな話（上司のパンチをよけたら、上司が勝手に転んで頭を打って死亡。部下のシェフには何の責任も無いのに、何故か5年も服役する懲役刑を受けるなど）もいくつかあったが、次第にそうした描写はなくなっていった。
連載も後半を過ぎると、味沢の風貌からはモデルとなったブラックジャックの影は薄れ、高額な報酬に関する依頼人との交渉や決裂などもほとんど描かれることがなくなる。ドジばかりやって味沢に手を焼かせていた弟子の太一も、腕を上げて味沢の下を離れて独り立ち、過去に全く関係のない別々のエピソードでそれぞれ複数回登場していた人物同士の出会い、男女の交際等も描かれる等、エピソード自体は相変わらず一話完結式ながら、ストーリーは徐々にまとめに入って行ったが、特に最終回的なエピソードは描かれず、単行本は全41巻で終了となった。
その後、約10年の時を経て2004年より『ザ・シェフ-新章』の連載が始まるが、剣名は自身のホームページにて「この作品についてのコメントは控えさせて頂く」と記述しており、自身は関与していないことを示唆している。
「新章」でも基本的な構成は変わらないが、旧作の登場人物は一部を除き登場しない。旧作で何度か登場した「帝都ホテル」は、総料理長が下村信介からその弟子の緒島に変わっており、「ファイナル」ではまた料理長が変わっている。味沢自身も旧作とは性格が変わり、旧作中盤以降では見られなくなったコミカルな言動もよく見せるようになる。一人称が「俺」の時もあり、「ウザい」といった、無印では使わなかった言葉も使うようになる。旧作からの年月の経過も踏まえて、一部エピソードでは味沢の料理を「古い」と断じる人物も出て来た。
「ファイナル」ではそれまでと一転して、味沢に敵愾心を向け、仕事を奪ったり妨害する乾佐千夫との確執がメインとなる。
地名、建物名、社長名、会社名等で「久輪遠」がよく用いられた。新章でも病院の名で登場。

## 主な登場人物
味沢 匠（あじさわ たくみ）
依頼人の求めに応じて料理を作り、法外な報酬を受け取る凄腕の料理人。
天才的な料理の腕前を持ち、また、毎日のトレーニングも決して欠かさない。
画家の父とピアニストの母の間に生まれたが、父母は海難事故で死亡したため、孤児として養護施設「希望の里」で育つ。
血液型A型。佐千夫という名の実弟を幼少期に亡くしていることが『別冊漫画ゴラク』662号にて明かされた。
長じてフランス料理の道に進んだ。パリのリッツホテルで史上最年少のシェフを務めたこともあるが、事情により流れの料理人となっている。
各国料理に対する造詣も深く、メインのフランス料理の他、和食や中華をはじめとした各国各民族料理にも精通するほか、それらにまつわる専門知識や雑学にも広い知識を有する。
これは師匠である風間竹山の「フランス料理が専門だからといって洋食しか勉強しないのではだめだ。和・洋・中華全ての料理に精通してこそ一流の料理人といえるんだぞ」との言葉が基になっている。
左腕に大ヤケドのハンディキャップを背負っており、時にフライパンが握れなくなる事もある。
7巻「匠の過去」、12巻「セーヌの流れに」、25巻「傷跡の秘密」等で断片的ないきさつは語られるが、詳細な説明は旧作の間は成されなかった。
新章でも傷跡についての過去は語られるが、旧作の描写とは齟齬が見られる。
人に自分を試される事と、商品等の宣伝に利用されることを嫌う。
また、大のマスメディア嫌いであり、雑誌記事の原稿を200万で買い取ったこともある。
ニヒルで、仕事に関係ない身の上話を聞かされるのを何よりも嫌い、その場合は「いい加減にしてもらえませんかな」と嗜める（味沢が「○○さん、私は…」と言い掛けたところで、相手の方で気が付いて、「あなたは余計な話は嫌いでしたな」と仕事の話に移る事も）。
依頼人の身の上相談をされることも多く、そのたびに木枯し紋次郎ばりの「私には関係のないことだ」という台詞を吐く。
しかし、実際には真に人間を愛する人物であり、味沢の作る料理が、依頼人の悩みを解決させたり、解消させるヒントとなる。
そのことで依頼人に礼を言われると「さて、なんの事ですかな？」と嘯く。また、相手の表情を一瞥するだけで人物像や環境を見抜く能力も高く、どちらも繊細な神経と回転の早い頭脳、そして何よりも人情深さが鉄面皮のような表情の下に隠れていることを伺わせる。
仕事では自身にも周囲の料理人にも決して妥協を許さず、ヘルプだからといってどの店の厨房でも決して遠慮せず、料理人達を顎で使うような態度が多く、失敗しようものなら「バカ野郎!!」と怒鳴りつける事も珍しくない。
雇い主に対しても同様であり、時には料理に無理解で納得できない要求をする雇い主に対して、出来ない理由をぶちまけたうえで「そんな事も分からんのかバカ野郎!!」と怒鳴りつけ、激昂した雇い主にその場でクビを宣告され、売り言葉に買い言葉で「こんな店で働くのはこちらから願い下げ」と言い残して出て行った事もある。
旧作での一人称は一貫して「私」であり、また語尾に「～ですな」を用いる等、やや気取った言葉遣いに終始していたのに対し、新章ではごくわずかながら「俺」を用いたり、「うざいんだよ」「～だぜ」「サンキュー」等、特に重美のように身近な者に対しては、やや砕けた口調になる事もあった。
「〜ですな」も新章では初期を除きあまり見られない。
味沢の料理が誰をも魅了するのは、前述の雑誌記者により「画家の父から視覚を、ピアニストの母から聴覚を、香道家の祖母から嗅覚を、鍼灸師の祖父から触覚をとそれらの優れた資質とセンスを受け継ぎ、そこに自らが鍛えた味覚を加えて食べる者の全感覚を刺激する料理を作れるから」なのではないかと推測されている。
依頼人に請求する「規定の報酬」は100万円以上が普通。
腕に絶対の自信をもつ味沢にとっては譲れない部分であり、払えないという依頼人に対しては「慈善事業で料理人をしているわけではない」と言って、依頼を断る事もある。
その一方で、本人が払えなくても誰かが代わりに払うというのであれば「報酬は誰からもらっても同じ」として仕事を引き受け、全力を尽くす。
また、作中の台詞で「給料からローンで払う」「味沢さんに借金もある」「報酬は何年かかっても必ず支払う」など、分割払いに応じたり、支払いを待ってやったことが何度か示唆されている。
報酬の受け取りは基本現金だが、「-新章」では通帳記入で振り込みを確認する場面も見られる。
それ以外にも、表面上高い請求をしながら（これは友人であるケーキ職人の森山相手でも同じ）、事が済んだ後に相手が報酬の話をした時「私は実際には何も作っていないから」と嘯いてなかったことにしたり、味沢自身が料理を作るのではなく助言のみに留まることで、無料や格安の請求に留めることもある。
店ではなく個人的な依頼に対してはあらかじめ、個人的に依頼すると高くつくと忠告して初めから断る事もあるが、自分が働く店を教えてそこで客としてやってきた（元）依頼人に料理を出す等で対応することもある。
このように、自分の腕を安売りしないために店、個人に関わらず法外とも取れる請求をするものの、支払い自体は割りと臨機応変に対応しており、依頼人が支払いの宣言さえすれば実際には受け取らない、もしくは格安に留めることも多い。
結果的に受け取ったものの、元々は受け取る気がなかったと取れるシーンもあった。
なお、上記の事例はあくまで高い報酬を払うのが難しい依頼人の場合であり、問題なく支払える店や個人の場合は遠慮なく受け取る。
依頼人の中には分割での支払いを約束しながら、支払えるのに支払おうとしない者もおり、味沢の方で一方的に契約を打ち切った事例もある。
子供好きな一面も散見され、単行本第1集第2話では、マンションの隣の部屋の少年を（本人はあくまで気まぐれだったと母親に語っているが）自分の部屋に入れて食事を振る舞い、その後少年の家庭の事情を察知してからはわざと邪険に突き放して、結果的に少年が母親に食事を作ってもらえる事になるよう、取り計らっている。
そのほかにも後述の鯨岡平八郎の孫を縁日に連れて行ったり、子供の無邪気な願い事にはタダ同然の報酬（少女が大切にしていたボロボロの人形）でクリスマスケーキやプレゼントを手配する等のエピソードがある。
元恋人の野咲百合江、渚レイ子をはじめ何人かの女性に言い寄られているが、過去の悲劇もあってレイ子以外は百合江を含め、ほとんど色恋の面では相手にしない。
レイ子に対しても、態度自体は優しく友好的だが恋愛面については完全にスルーしていた。
新章では丹阿弥ヒカルのアプローチに満更でもない様子を見せたり、回想シーンで前述の百合江が帰国した後にフランス人女性と肉体関係ありの恋に落ちたり、無印から新章までの期間に女性と肉体関係ありの交際をしていたりと、女性相手に関してはかなりイメージが変わっている。
基本的に相手が誰であろうと無愛想な態度を崩さないが、帝都ホテルの下村信介や希望の里の園長、渚レイ子等に対しては終始友好的に接する（それでも言うことは言い、相手の質問にも答えず無言で立ち去ることはある）。
また、恩師の風間竹山に対しては、部屋に入るなり竹山のベッドの側に平伏して挨拶し、その直後に認知症で変わり果てた姿を目の当たりにした時は、思わず取り乱して声を掛けている。竹山の息子が「早く死ねばいいのに」といった旨の発言をしたことに対し、胸倉をつかんで今の言葉は許せない！と激高したりもした。
鯨岡 平八郎（くじらおか へいはちろう）
料理研究家。味沢の腕前に心酔しており、度々味沢に個人的に料理を依頼出来るほどの資産を有する。
金払いは良いが、時に迷惑な依頼を持ち込むこともあり、味沢も対応に苦慮する事がある。味沢曰く「時には良質のお客、時には最低のお節介者」。
温厚そうな外見だが料理に関しては時に辛辣な言葉を口にすることもある。
新章では1巻「認め合う者」の回想シーンで下村の容態についての情報を味沢に伝えたのが唯一の出番だが、外見は旧作と変わりなかった。
香月 汀（かつき みぎわ）
味沢の親類にあたる女性ピアニスト。
11巻「前奏曲」の登場時には味沢の母親の妹の娘であり、味沢のいとこと発言していたが、12巻「思い出の香り」では味沢を祖母・静にとって唯一人の孫と発言している。
14巻「遺言状」では静の姪の長女とされており、38巻「遺産相続」では再び味沢の事を「従兄」と呼んでいる。
ファイナル「海難事故」では味沢の回想で幼少時の二人が登場しているが、汀は味沢といとこだと発言している。
初登場以降は、味沢の祖母、静絡みのエピソードで度々登場。前述の「遺産相続」の時には声楽家の婚約者がいた。
かつて、レコードを出してやるという誘いに乗って芸能界に足を踏み入れたものの、芸能事務所の社長にレイプされそうになり、すんでのところで逃げ出した過去がある。前述の通り「ファイナル」終盤にも登場。
香月 静（かつき しずか）
味沢の母方の祖母。著名な香道家であり資産家。
娘であり、味沢の母である雅を身分違いの結婚をした理由で勘当。
味沢に対しても「自分に孫はいない」と冷たくあたり、味沢の方も「金持ちからは（報酬を）遠慮なく頂く主義」と嘯いて1000万円の報酬を要求（味沢曰く「これでもサービスしたつもり」）するなど、「アカの他人」として接していた。
しかし、汀の依頼により味沢が静に料理を作った一件で和解。
以後「いくら（高い報酬を要求する）私でも肉親から金を取るつもりはない」と、味沢は定期的に無料で料理を作りに行っていた。
莫大な遺産は当初その半分を味沢が受けとるよう遺言が書かれたが、味沢が辞退。
静もその意を汲んで世界中の慈善団体に寄付をした。38巻「遺産相続」において死去。
下村 信介（しもむら しんすけ）
帝都ホテル総料理長。当初は味沢の料理を邪道扱いして毛嫌いしていたが、その腕前と料理に対する真摯な姿勢を目の当たりにしてからは彼の理解者の一人となる。
味沢も初対面の時に「私も下村さんを尊敬する一人」と語っており、無愛想な味沢が常に友好的に、謙って接する数少ない人物。
新章で鯨岡から下村の明日をも知れぬ容態を聞いた味沢は体を震わせ、「下村さんは私が唯一本音を話せた人物」と語った。
作品を通して何度も味沢と仕事で一緒になるが、常に味沢に先を越される役回りとなる。
料理人としてのプライドから、心の底では味沢に対する複雑な思いがあった。
新章では帝都ホテルの総料理長を引退しており、帝都ホテルの関係者の誰一人として連絡先すら知らなかった。
1巻「認め合う者」で、ようやく居場所を突き止めた味沢と再会した時には末期ガンに冒され死を待つ境遇であり、かつての肥満体からは想像もつかない程に痩せ衰えていた。
帝都ホテル時代の様々な人間関係に悩まされ、料理を作る事さえ嫌になっていたと再会した味沢に語り、味沢から（その時点での）現総料理長である緒島との確執についても、「君の想像にまかせる」と否定しなかった。
「帝都ホテルの功労者でありながらあまりにも失礼な話だ。」と、味沢は下村との会話でも憤りを隠せなかった。
味沢と互いの作った料理を食べ最後の別れをし、その際に余命間もない我が身と比して、今後も料理人として成長して行くであろう味沢に嫉妬心を抱いた事を告白した。
味沢が去った直後に喀血し、血だまりの中で倒れているのが最後の描写となった。モデルは帝国ホテル総料理長だった村上信夫。
天馬 翔一（てんま しょういち）
若くして東京リッツホテル総料理長に抜擢された天才料理人。
プライドが高く傲慢な性格で味沢をライバル視しており、何度も彼に勝負を挑むがことごとく敗れる。
しかし味沢の腕自体は高く評価しており、自身の結婚披露宴の際には新郎が厨房に立つわけにはいかず、しかし生半可な料理を出すわけにもいかないと断腸の思いで味沢に依頼をする。
以後の東京リッツホテルのエピソードでは、彼が病気で休んでいる間のヘルプとして味沢が東京リッツの厨房に立っており、直接は登場していない。
風間 竹山（かざま ちくざん）
味沢の師匠。中学卒業後の味沢を弟子に取り、厳しい指導で持てる全てを叩きこんだ。
味沢が「唯一尊敬する」料理人。
味沢の料理ポリシーは渡仏の際に風間から餞として言われた「自分の腕だけで金の取れる超一流のプロになれ。本当にうまいものを食べたい人間はいくらでも金を出す。だが金持ちにしか好かれない料理ばかりを作っていてもダメだ」の言葉が影響していると思われる。
再会した時は味沢も家族の顔もわからぬほどの認知症に陥っていた。だが味沢の料理を食べた際には「あじさわ……」とつぶやき彼が作ったことを理解していた。
それから間もなくして死去。店である「風間亭」は大赤字が続いて閉店するはずだったが、息子の清志が考え直して営業を続け、その後味沢が訪ねた時には腕の良いシェフを雇い入れて繁盛していた。
田部 太一（たべ たいち）
味沢と同じく養護施設「希望の里」出身のコック。
料理人としての腕も無いのに喧嘩っ早くて方々の料理店を転々としていた所、味沢と知り合い半ば強引に弟子入りする。味沢のことを「先生」と呼ぶ。
おっちょこちょいで短慮な所もあるが、どこか憎めない所があり、味沢も迷惑そうにしながらも何かと面倒をみていた。
努力して味沢に認められるほどの腕前に成長し、37巻で味沢の元を離れて独立して、レストラン「希望亭」のチーフコックに上り詰めた。
38巻で幼馴染の弥生と結婚して家庭を設けた。
「-新章」では妻の弥生と共に壮年の姿で登場。
現在でも味沢の一番弟子だった事を誇りに思っており、たまたま立ち寄ったレストランで料理を少し食べただけで味沢が作ったことを見抜いた。
自分の店を持ち、5児の父になっていると味沢に語り、その後味沢がその店の料理人たちの反発を受けて、重美と二人だけで厨房を切り盛りしていることを聞いて、自分の弟子たち（つまり味沢にとっての孫弟子たちになる）を率いて助っ人に登場、味沢の窮地を救う。
味沢は感謝の印として、自身の受け取るはずだった報酬を全額太一たちに渡した。
太一自身は「報酬が欲しくて手伝ったんじゃない」と言おうとしたが、弟子たちが遠慮なく受け取っているのを見て突き返せなくなってしまった。
なお、味沢門下の後輩である重美との絡みは特に描かれなかった。
園長
味沢の出身である養護施設「希望の里」の園長である老齢の女性。
登場回数は多いものの、外部の人間も含め一貫して「園長」「園長先生」とだけ呼ばれ、氏名は明らかになっていない。
園の母親的存在として優しく、時に厳しく子供たちや老人に接している。
37巻「少女と園長」で若い頃に殺人の罪を犯して服役していたことを告白している。
味沢も彼女を慕っており、定期的に無報酬で「希望の里」に料理を作りに行っており、園が立ち退きを迫られて彼女が対応に苦慮している時に、味沢の作った料理で立ち退きを回避させたこともある。
また、財政危機から園の存続が危ぶまれた時に匿名で1000万円の寄付があり、その後も寄付した人物は毎月100万円ずつ援助を続けているようだが、園長は味沢ではないかと思いながらも、彼の意を汲んであえて真実を問うことをせずにいる。
叶 徳治郎（かのう とくじろう）
かつてはホテル東洋の総料理長を務め、伝説の名コックとまで呼ばれた料理人。
晩餐会において世界最古の料理本「メナージェ・ド・パリ」の料理再現を失敗し、その責任を取らされ職を失う。
以来、酒に溺れ身を持ち崩し、ホームレスにまで落ちぶれる。
鯨岡より「メナージェ・ド・パリ」の再現を依頼された味沢が協力者として抜擢。その縁で「希望の里」の専属料理人となる。
後に過去の荒んだ生活が祟り死の床につくが、味沢の尽力により今際の際で生き別れの娘と再会することができた。
森山 正樹（もりやま まさき）
世界一と評されるケーキ職人。味沢のリッツ時代に同店でパティシエを務めていた。
名声を挙げた後、日本のデパートのケーキ店でチーフを務めていたが、ライバルデパートのレストランに雇われた味沢と客取り合戦をすることに。結果は味沢の勝利で、森山は幹部と衝突して店を辞めた。
その後、しばらくは流しのケーキ職人として定まらずにいたが、やがてかつての修行先である洋菓子店「クルミの木」に出戻って落ち着く。
その間も味沢とは一緒に仕事をしたり、味沢から協力を依頼されてケーキを作るなどしている。
その後、独立を決意し、味沢との仕事で縁を得た女性との結婚を決めた。
渚 レイ子（なぎさ レイこ）
人気ナンバーワンと言われる美人女優。スランプ時代に食品CMの仕事の縁で味沢と知り合い、以後味沢の料理と本人のファンになる。
恋心も抱いていたようで、味沢に何度も誘いをかけるが友人以上の関係にはいたらなかった。
やがて、妻と死別した子持ちのTVディレクターと知り合い、結婚。同時に芸能界から引退する。
しかし数年後、家族の後押しもありVシネマで女優として復帰した。
野咲 百合江（のざき ゆりえ）
味沢のパリ時代の恋人。病気の祖母が会いたがっているという理由で帰国を促され、やむをえず日本に戻ったが二度とパリには帰ってこず、関係はそこで終わった。
だが、実は傾いた父親の会社を救うために政略結婚させられてしまっていて、再会した時は社長夫人兼高級クラブのママとなっていた。
だが未練は断ち切れず、しばらくして夫と離婚し独立。味沢を追うようになる。
やがて小さなスナック喫茶を開くが、そこで雇ったマスターから愛を告白され、逡巡のうえ味沢との過去を振り切るため、パリ時代とはまるで変わってしまった味沢と左腕の火傷の謎を知るために再度渡仏、帰国後味沢に、集めた情報から判断した自分の推理を話し、味沢が自身の判断に委ねた事でようやく気持ちに踏ん切りが付き、結婚する。
鮫島 壮一郎（さめじま そういちろう）
グルメで有名な作家でエッセイスト。「日本美食家協会」理事。
政界や財界に知人が多く、影響力も大きい。貧乏時代に身なりや服装で料理店に差別されることが多かったので、店を評価する時は一度目は有名人として二度目はみすぼらしい身なりの変装で訪れ、公平な扱いをするかどうかを計っている。
料理を食べる時のクセで味沢には変装を見破られた。接客にも料理にも一切のわけへだてや手抜きをしなかった味沢を高く評価した（一方でレストランの方は、差別や変装時の自分をバカにしていた事もあり「最低のレストラン」の評価）（3巻「二つのオードブル」）。
以後は際立ったエピソードはないが、豊富な人脈から味沢の紹介者となったり、その回のゲストの知人だったりと登場回数は多い。
モデルは石原慎太郎。
内海 鱒男（うつみ ますお）
その辛辣な言動から「料理人殺し」の異名を持つ料理評論家。
本来は落語などを対象とした芸能評論家だが、グルメブームの影響で料理評論の仕事ばかり来るようになってしまったという。
父親はかつて「うつみ屋」という定食屋を経営しており、風間竹山、味沢師弟が勉強のため食べに来るほどの腕前だったが、いかにも「取材してやっている」と言いたげな横柄な態度に怒って追い出した新聞記者（なお、件の新聞の紙名は「東西新聞」）に「最低最悪の味」と散々新聞で叩かれて客足が激減、店が潰れて失意のうちに亡くなってしまった。
彼に料理を食べさせることを依頼された味沢は、彼を「料理にケチをつけるのが生きがいのような人物」と揶揄して「失敗すると分かっている仕事は始めから引き受けない主義」と言って依頼を断る姿勢を見せ、慌てた依頼人から「報酬はあなたの言い値の倍を出す」という言葉を引き出すが、それでも更に「金は積まれれば積まれるほど、失敗した時の恨まれ方も酷いから」と嘯き、ついに「成功失敗に関わらず、約束した報酬は必ず支払うし、失敗しても決して恨まない。そのための誓約書も書く」という条件を引き出して依頼を引き受ける。
味沢の作った、かつての父の得意料理である親子丼を食べて、それまで意識的に料理の悪口を書いていたことを反省。
味沢に「私が『料理人殺し』なら、あなたは（料理を食べた人間が誰も悪口を言えなくなってしまうという意味で）『評論家殺し』だ」と賛辞を送る。
実は辛辣な評価をしながら、自身では料理はほとんど作れないため、一人息子は幼い頃から料理をさせて鍛え、テレビの料理番組でレギュラーを持つほどの腕になるが、息子には「自分じゃ何も作れないくせに他人の料理の悪口ばかり言う」ことで嫌われていた。
須釜 重美（すがま しげみ）
新章で登場する味沢の弟子。
元は後述のヒカル担当の芸能マネージャーだったが、マネージャー同士の料理勝負で勝ったことでヒカルから料理人への転身を薦められ、料理勝負の前に一時的に弟子入りした味沢に、強引にではあるが正式に弟子入りする。味沢のことを「師匠」と呼ぶ。
当初は5頭身程度だったが、連載が進むにつれて3頭身にまで縮む。
結婚を憧れて料理に打ち込んでいた事もあるため、腕前は内弟子時代の太一より上。
若い女性弟子ということでしばしば周囲から味沢との関係を疑われているが、本人の言うとおり「あくまで師匠と弟子だけの関係」であり、お互いとも恋愛感情を抱いている描写すら見られない。
店での仕事は洗い物がメインで、弟子入り初期には直接指導されないことを不満に思ったこともあるが、味沢より見ているだけでも勉強になると叱責され改心。
一度だけ太一と共演した事があるが、作中では特に味沢門下の先輩後輩としての会話をする場面はない。
丹阿弥 ヒカル（たあや ヒカル）
新章より登場。人気急上昇中のJ-POP系の実力派歌手。
味沢に一目惚れをし、以後追い掛け回すようになる。ラジオ番組内で恋人にすると宣言したり、味沢に強引にキスをしたりと積極的。
味沢自身も珍しく満更でもなかった節があるが、すれ違いもあって結局仲は進展しなかった。
マネージャー時代の重美は味沢のスケジュール調査とアポ取りに奔走させられた。マネージャーを離れた重美とも味沢関連で何度か連絡を取り合っている。
阿久根 修造（あくね しゅうぞう）
新章より登場。ホテルミツクラ東京の総料理長。
日本のフランス料理界のドンと呼ばれており、業界内に多大な権力と影響力を持っている。
味沢のことは自分の傘下に引き入れたいと望むほどその腕を認めていたが、味沢が協力を拒み、また阿久根の弟子の店を打ち負かしたことにより、憎悪するようになる。
以後は弟子たちに味沢を叩き潰すよう指令を出したり、新聞に味沢のイメージダウンになるような記事を書かせたりと妨害工作に熱心になるが、新章中盤あたりから登場しなくなる。
乾 佐千夫（いぬい さちお）
ファイナルより登場。味沢同様の助っ人専門のフランス料理人。
かつてはグレていたが、ある日自分が養子だという事を知り、血の繋がりがない自分の事を大事に育ててくれたのに迷惑をかけていた事を反省し改心し、義父と同じ料理人を目指す事になる。
料理店オーナーだった義父が自殺したのは味沢のせい（味沢在籍中は繁盛したが辞めた後は味のギャップで却って客が離れ、また高額の仕事料を工面するため借金をしその返済に追われて心労が重なった）と憎み、復讐を誓っている。
味沢の依頼先に現れては彼より低額で引き受けると持ちかけ、味沢から仕事を奪うことを繰り返す。
やがて、日本でも指折りのシェフたちが集まった国際会議の宴席の場で非凡な腕前を披露、一躍名を上げ時代の寵児になる。
そしてメディアを通じて自分と勝負するよう味沢を挑発する。対決の場で、味沢は義父の仇であると同時に生き別れた実の兄でもあると発言する。

## 未収録作品
単行本14巻「インパクト」で西会長という人物のモノローグに、以前味沢の料理に衝撃を受けたコマの描写があるが、該当の話は当時『別冊漫画ゴラク』で連載されていた「包丁無宿」の作者たがわ靖之との共作『味沢匠vs暮流助』で、包丁無宿の主人公である暮流助と味沢が競演しており、単行本・愛蔵版ともに収録されておらず、欠番扱いになっている。

長らく単行本化される事がなかったが、2015年冬に発売されたGコミックス『ザ・シェフvs包丁無宿』にて、コンビニ版という変則的な形ではあるが、初めて単行本化された。

なお、ザ・シェフ本編では「包丁無宿」の敵組織と同名の「大日本料理会」（会長の名前も同じく歌川）、その後継組織として「全日本調理士会」が登場するエピソードがある。

また、愛蔵版3巻には、単行本全41巻の最終エピソードである「鯨獲りたち」の後に、単行本版未収録のエピソードが3話（『バリア』『再興』『青雲』）収録されている。

## 書誌情報
- 剣名舞（原作）・加藤唯史（作画）『ザ・シェフ』日本文芸社〈ニチブンコミックス〉、全41巻
  1. 1985年5月1日発売[12]、ISBN 4-537-01051-7
  2. 1985年6月1日発売[13]、ISBN 4-537-01052-5
  3. 1985年9月1日発売[14]、ISBN 4-537-01053-3
  4. 1985年12月1日発売[15]、ISBN 4-537-01054-1
  5. 1986年2月1日発売[16]、ISBN 4-537-03007-0
  6. 1986年2月1日発売[17]、ISBN 4-537-03020-8
  7. 1986年7月1日発売[18]、ISBN 4-537-03037-2
  8. 1986年9月1日発売[19]、ISBN 4-537-03049-6
  9. 1986年12月1日発売[20]、ISBN 4-537-03067-4
  10. 1987年3月1日発売[21]、ISBN 4-537-03085-2
  11. 1987年5月1日発売[22]、ISBN 4-537-03101-8
  12. 1987年7月1日発売[23]、ISBN 4-537-03109-3
  13. 1987年9月1日発売[24]、ISBN 4-537-03121-2
  14. 1987年12月1日発売[25]、ISBN 4-537-03141-7
  15. 1988年3月1日発売[26]、ISBN 4-537-03159-X
  16. 1988年5月1日発売[27]、ISBN 4-537-03166-2
  17. 1988年7月1日発売[28]、ISBN 4-537-03181-6
  18. 1988年9月1日発売[29]、ISBN 4-537-03191-3
  19. 1988年12月1日発売[30]、ISBN 4-537-03210-3
  20. 1989年3月1日発売[31]、ISBN 4-537-03230-8
  21. 1989年5月1日発売[32]、ISBN 4-537-03532-3
  22. 1989年7月1日発売[33]、ISBN 4-537-03546-3
  23. 1989年9月1日発売[34]、ISBN 4-537-03557-9
  24. 1989年12月1日発売[35]、ISBN 4-537-03577-3
  25. 1990年3月1日発売[36]、ISBN 4-537-03595-1
  26. 1990年5月1日発売[37]、ISBN 4-537-03607-9
  27. 1990年7月1日発売[38]、ISBN 4-537-03619-2
  28. 1990年9月1日発売[39]、ISBN 4-537-03632-X
  29. 1990年12月1日発売[40]、ISBN 4-537-03647-8
  30. 1991年3月1日発売[41]、ISBN 4-537-03667-2
  31. 1991年5月1日発売[42]、ISBN 4-537-03680-X
  32. 1991年7月1日発売[43]、ISBN 4-537-03693-1
  33. 1991年9月1日発売[44]、ISBN 4-537-03705-9
  34. 1991年12月1日発売[45]、ISBN 4-537-03724-5
  35. 1992年3月1日発売[46]、ISBN 4-537-03742-3
  36. 1992年5月1日発売[47]、ISBN 4-537-03753-9
  37. 1992年8月1日発売[48]、ISBN 4-537-03772-5
  38. 1993年1月1日発売[49]、ISBN 4-537-03804-7
  39. 1993年6月1日発売[50]、ISBN 4-537-03836-5
  40. 1993年12月1日発売[51]、ISBN 4-537-03872-1
  41. 1994年9月1日発売[52]、ISBN 4-537-03924-8

## テレビドラマ
1995年10月21日から12月16日まで、日本テレビ系でテレビドラマ化された。東山紀之主演。全9話。
設定やストーリーはテレビドラマ独自のものへ変更されている。　　　　　　　キャスト
- 味沢匠：東山紀之（少年隊）
- 風間泉：千堂あきほ
- 田部太一：国分太一（TOKIO）
- 鯨岡平八郎：桑野信義
- 柏木紀子：井出薫
- 森本一樹：荒木定虎
- 松本剛：森田剛（当時V6）
- 市川健：三宅健（当時V6）
- 北村麗子（レストランチェーン「キタムラグループ」総帥）：川島なお美
- 新名竜馬（麗子の部下）：渡辺慶
- 春日一郎（麗子の部下）：梶原善
- 橘夏美（麗子の秘書）：小林千香子
- 柏木慎一：川原和久
- 川島：冨家規政
- 味沢と依頼客が最初に待ち合わせる屋台の店主：岸博之
- 風間竹山：江守徹
- 桜井良江：赤木春恵（友情出演）
- ナレーション：浦野光
- 森山珠子：森光子（特別出演）ほか

### スタッフ
- 原作：剣名舞、加藤唯史
- 料理総監修：服部幸應
- 脚本：吉本昌弘、江頭美智留
- 脚本協力：吉田玲子、遠藤彩見
- 音楽：寺嶋民哉
- 演出：猪股隆一、古賀倫明、吉野洋
- プロデュース：小山啓
- チーフプロデューサー：小杉善信
- 技術協力：NTV映像センター
- 技斗：佐々木修平
- カースタント：スーパードライバーズ
- 協力：服部栄養専門学校
- 製作著作：日本テレビ

### 主題歌・挿入歌
- 主題歌：安室奈美恵「Chase the Chance」エイベックス）
- 挿入歌：少年隊「Oh!!」
- 挿入歌：森光子「お泣きなさい」（作詞・秋元康 / 作曲・後藤次利）

### サブタイトル
| 各話   | 放送日   | サブタイトル                             | ゲスト |
| ------ | -------- | ---------------------------------------- | --- |
| 第1話  | 10月21日 | 謎の天才料理人! 超神ワザ世紀の対決       | ひいらき亭店主：蛭子能収、藤井恒久、高知東急                                                                           |
| 第2話  | 10月28日 | 奇跡!! 時速160キロの料理人               | 松本：モト冬樹、伊藤俊人、田島穂奈美、小野了、加門良、高知東急                                                         |
| 第3話  | 11月04日 | 見えない恐怖! 危機からの脱出             | 石田：河西健司、石田雅子：唐沢潤子、石田キク：槇ひろ子、石田悟：森廉、山下真広                                         |
| 第4話  | 11月11日 | 暴かれる過去! 恐怖の亡霊が…運命の呪い    | 店長：山崎一、西川浩幸                                                                                                 |
| 第5話  | 11月18日 | 悪徳ニセ者との対決! 死の淵からの挑戦!!   | 岡崎浩平：渡辺いっけい、岡崎真紀：高橋かおり、岡崎辰平：石田太郎、田口主将、小林隆、森川数間                           |
| 第6話  | 11月25日 | 究極の中華対決! 命賭けた超豪華宴席料理   | 父龍：長門裕之、王小龍：篠井英介、江：東根作寿英、蘭々：高橋玲奈                                                       |
| 第7話  | 12月02日 | 復讐鬼の女料理人・魔のデザート菓子対決!! | 神崎浩子：夏木マリ、若松：団時朗、太田：阿南健治、服部幸應、神崎太郎：鳥居紀彦、神崎次郎：柴田卓也、神崎三郎：三觜要介 |
| 第8話  | 12月09日 | 愛と死の残酷!! 病める少女を救え神秘料理  | 飯田圭子：長谷川真弓、大野春子：今井和子、小島栄介：阿藤海、杉本早紀：河野由佳、相島一之、宮地雅子、山西惇、上杉二美   |
| 最終話 | 12月16日 | 史上最高Xマスディナー対決…味沢死す       | 草薙良一、滝沢秀明 |

| 日本テレビ系 土曜グランド劇場                              | 日本テレビ系 土曜グランド劇場            | 日本テレビ系 土曜グランド劇場                |
| 前番組                                                     | 番組名                                   | 次番組                                       |
| ---------------------------------------------------------- | ---------------------------------------- | -------------------------------------------- |
| 金田一少年の事件簿 第1シーズン （1995年7月15日 - 9月16日） | ザ・シェフ （1995年10月21日 - 12月16日） | 銀狼怪奇ファイル （1996年1月13日 - 3月16日） |

## 舞台
2021年4月14日から18日までの5日間・計10公演が中野テアトルBONBONにて上演。劇団虹色くれよんの主催にて、初舞台化された。舞台版の正式タイトルは「舞台 ザ・シェフ 〜人生のレシピ〜」。
演目内容は「二つのオードブル」「女料理長」「それぞれのふるさと（原作は「ふるさと」）」の全三話構成。キャラ設定はほぼ原作のまま、ただしストーリーは異なる話のキャラクターが登場したり、舞台のみのオリジナルキャラクターも登場する。また、時代背景も現代にアレンジされている。ダブルキャスト（一部の配役は共通キャスト）による2チーム制で、チーム赤（Rouge）とチーム白（Blanc）という名称でチーム分けされている。総合監督は原作者の剣名舞。脚本・演出は劇団虹色くれよんの小堀智仁。

### キャスト
- 味沢匠：竹之内勇輝（Rouge） / 大塚悠介（Blanc）
- 田部太一：岡田ゆきのり（Rouge） / 金原輝儀（Blanc）
- 渚レイ子：橘百花（Rouge） / 吉田未来（Blanc）
- 鷹鳥冴子：髙木デリス（Rouge） / 近江美香（Blanc）
- 天馬翔一：永橋洲
- 早見涼子：竹ノ内奈央
- 鮫島壮一郎：江畑浩規
- 加藤支配人：グッド良平。
- 橋田：藤井美樹（Rouge） / 桜川陽向（Blanc）
- 吉田支配人：鈴木悠一
- 黒川紀香：嘉山茜（Rouge） / Kyaly（Blanc）
- 黒川えりか：宇羽野道
- 水島 / コックA：立川大貴
- 郷田：神上永司
- 久我原玲人：折元星也
- ボーイ / コックB / ヤクザ：結城泰
- 叶徳治郎 / 鈴木 / 店員：あさと（Rouge） / 暁雅火（Blanc）
- 弥生：星谷来実（Rouge） / 神田亜友美（Blanc）
- 園長：誠恣

### スタッフ
- 原作：剣名舞、加藤唯史
- 総合監督：剣名舞
- 脚本・演出：小堀智仁
- 主題歌：ひづきようこ「人生のレシピ」
- 作曲・編曲：池内宗基
- 音響：鈴木雄一郎
- 音響プランニング：キムラ タカシ
- 照明：石塚進史
- 配信：キムラ タカシ
- ヘアメイク：AKEMI
- フライヤーデザイン：黒衣design
- 主催：劇団虹色くれよん

## リブート
2021年12月31日より『ザ・シェフ リブート』のタイトルで、『ピッコマ』（カカオジャパン）にて独占配信で連載開始されたリブート版漫画。作画担当は伊藤ひずみ。本作の舞台を2020年代に変更された他、オリジナルキャラクターの登場、原作とは異なる展開も見られる。

### 登場人物
味沢 匠（あじさわ たくみ）
本作の主人公である流れの凄腕料理人。リブート版では「幻の料理人」と書いて「ザ・シェフ」とルビが振られている。
パリのホテル・リッツで短期間だが料理長を務めたことのある唯一の日本人。
基本的には原作通りで、法外な報酬と引き換えに料理を作る事を生業としている男性。ただし原作時点の80～90年代からの物価の変動もあり、請求額は約2倍となっている。
原作に比べてやや無口・無表情で落ち着いている。仕事中は厨房内の他の料理人に怒鳴る事もあるが、表情はあまり変えず顔を歪める事も少ない。また、原作のように「バカヤロー！」などと悪態をつくことはなく、暴力も振るうことはない。外見はブラックジャックとはあまり似ておらず、クセの強かった髪もストレート風になっている。
謎めいたキャラクターとして描かれる事が多く、後述の須田に常に付け狙われているが軽くあしらっている。現在のところ1人で仕事しており、原作における田部太一の様な弟子は見られない（後述の雨宮にも弟子入りを志願されたが、あっさりと断っている）。
愛車はポルシェ911。
須田 信之（すだ のぶゆき）
リブート版のオリジナルキャラクター。彼の目線でストーリーが進む事も多く、本作のもう1人の主人公的存在。
毎朝新聞の記者の男性。ハンチング帽を愛用している。
記者としてはかなり優秀で、もとは政治部の記者だったが、あまりに強引な取材のせいで追い出されたと言う。現在は生活くらし部へ異動となり、本人は大いに不満を抱いている。その後 味沢に興味を抱き、彼の特ダネ記事を書き政治部へ復帰する事を目標としているため、味沢に付きまとっている。
評論家レベルではないが味覚はしっかりしており、7話では雨宮が作った料理を一口食べただけで味沢の料理ではない事を見抜く等鋭い。
車を持っていない為、取材には自転車で向かう。
渚 莉子（なぎさ りこ）
原作における渚レイ子にあたるキャラクターの若手女優。成人済みだった原作とは異なり、19歳の美少女。
子役時代に朝ドラの「さっちゃん」と言うキャラクターでブレイクし、その後女優として経歴を積み、現在は芸歴15年。現在でも「日本国民 全員の娘」と呼ばれている。
表向きは純真な素直なキャラで通しているが、本来の性格は強気で高飛車で自信家。しかし長い芸歴を積んできた演技力は本物であるが故に自信を持っており、女優業には常に真摯に取り組んでいる。実際に業界でも評判は高く「仕事ぶりはプロとして完璧。」と評されている。
子役時代からの芸能生活で様々な一流料理に触れてきた事から、現在では芸能界屈指の食通でも有名。ただし、原作と異なり料理を作る方はあまり得意ではないらしく「私は食べる方専門なの！」と語っている。
過度なストレスによりスランプに陥っていた所、味沢と出会い新たな道を見出し、克服する。
森山 正樹（もりやま まさき）
世界的コンクールで優勝経験を持つケーキ職人。設定は原作とあまり変わらない。
味沢とはパリ時代にリッツの同じ厨房で出会っている。当時既にセカンドを務めていた味沢とは異なり、彼はまだデザート部門の見習いだった為、味沢を深く尊敬していた。ただし、それほど親しかった訳ではなく味沢の詳しい経歴等は知らない。
「味と芸術性の両立」を目標とし、味だけでなく見た目も美しいケーキを作る事に取り組んでいる。その結果、「SNS映えするケーキ」と評判になり人気パティシエとなる。
久高 春人（くだか はると）
レストラン「Delacroix」のチーフ。整ったルックスをしており、動画配信SNSを始めた所評判になり「イケシェフ」と呼ばれる様になった。味沢がパリのリッツで料理長だった事を知る数少ない人物。
後述の雨宮からは「顔とSNS人気だけでチーフになった。」と評されていたが、実際は地道な努力によりその腕を磨き雨宮を追い抜き実力でチーフとなった凄腕料理人。
原作の『料理の基本』に登場するが、外見や性格はかなり異なり、原作では料理の腕については言及されていない。
雨宮（あめみや）
レストラン「Delacroix」のセカンド。久高とは同期で、元々は久高より要領が良く、セカンドになったのは彼より早かったが、チーフは久高に奪われる形となった。
自身がチーフに選ばれなかった事に憤り、くだを巻いて怠惰な仕事ばかりしていたが、味沢に出会った事で料理人としての初心を思い出し改心する。
原作の『料理の基本』でほぼ同様の形で登場する。
綾香（あやか）
レストラン「harmonica (アルモニカ)」のフロアスタッフの女性。原作の6話『イミテーション』に登場する民子に該当するキャラクター。肥満体だった原作と異なり痩せていて、「地味な女性」と評されている。
後述の河原慎吾に1.25カラットのダイヤモンドの指輪でプロポーズされ婚約している。その後 結婚式での料理を味沢に依頼する流れは原作通りだが、実は内心では慎吾がただの詐欺師で、指輪もキュービックジルコニアの模造ダイヤであることに気が付いていた。それでも素敵な男性と結婚するという夢を捨てきれず、騙され続けていたが、結婚式で味沢に真実を突き付けられる。
式場の大勢の前で暴露された原作と異なり、味沢の計らいで表向きの形としては慎吾と挙式を上げ、幸せな結婚をしたという体裁だけは保たれた。慎吾は逮捕されたが味沢から依頼料は返却され、財産も失わずに済んだ。
河原 慎吾（かわはら しんご
綾香の恋人。原作の6話『イミテーション』に登場する河原真悟に該当するキャラクター。
表向きは整ったルックスで裕福な広告代理店経営者を装っているが、実際は結婚詐欺師で本名は原田さとる。「仕事の資金繰りが苦しい」などと言いながら女性に金を貢がせていた常習犯。「フランスに出張も多くフランス料理には精通している」と語っているが、もちろん嘘で味沢が作った模造料理にも全く気がつかなかった。
原作通り結婚式場で刑事に逮捕状を突き付けられる形となった。ただし、原作と異なりすぐに拘束はされず、刑事が見張っている中で結婚式だけは最後まで新郎を演じることで終わらせ、綾香の体面だけは保った。